# Верхній Ристюг
Верхній Ристю́г (рос. Верхний Рыстюг) — присілок у складі Нікольського району Вологодської області, Росія. Входить до складу Краснополянського сільського поселення.

## Населення
Населення — 58 осіб (2010; 54 у 2002).
Національний склад (станом на 2002 рік):
- росіяни — 100 %

## Відомі особи
Народився Павлов Василь Михайлович — Герой Радянського Союзу, один з широнінців.